# No creo
«No creo» es una canción pop rock escrita e interpretada por la cantautora colombiana Shakira, incluida originalmente en su segundo álbum de estudio, ¿Dónde están los ladrones? (1998). Fue lanzada el 7 de febrero de 1999 como cuarto sencillo del álbum, y tiempo después en su versión unplugged (2000), la cual fue modificada, incluyendo toques funk y ska.

## Información
En la canción, Shakira expresa que no cree ni en nada ni en nadie, excepto en el verdadero amor. Para reforzar su convicción de no creer en nada, se apoya en dioses antiguos (Venus y Marte) y personajes conocidos de los últimos tiempos (el filósofo y sociólogo Karl Marx, que sentó las bases del socialismo y el comunismo; el controvertido filósofo Jean-Paul Sartre, máximo representante del existencialismo en el siglo XX; y el psiquiatra Brian Weiss, que elaboró cuestionadas teorías sobre el amor mediante la terapia regresiva).

## Video musical
En el vídeo se la puede ver con un cambio de look a castaña. Para el vídeo musical, Shakira trabajó otra vez con Gustavo Garzón reconocido director argentino. Como en la mayoría de los videos de Garzón para Shakira, en él, se hace una burla a la sociedad y a los estereotipos sociales. Se rumoreó que esta canción sería el primer sencillo de Shakira, reemplazando a «Ciega, sordomuda», ya que en algunas escenas del vídeo de «No creo» se ven tomas que luego se incluirían en el vídeo de «Ciega, sordomuda».

## Performances
Esta canción fue más promocionada especialmente en Brasil, pero muchos videos han desaparecido y algunos no están registrados.
- «No Creo» (??/03/2000 - Tour Anfibio, Buenos Aires, Argentina)
- «No Creo» (??/??/1999 - Domingo Legal, Brasil)
- «No Creo» (23/08/1999 - Live Unplugged Concert, Brasil)
- «No Creo» (12/08/99 - MTV Unplugged, Big Ballroom of Manhattan Center Studios, NYC, USA)
- «No Creo» (01/03/1999 - Domingao Do Faustao, Brazil)
- «No Creo» (01/03/1999 - H Show, Brazil)
- «No Creo» (??/??/1999 - Sábado Gigante, USA)
- «No Creo» (??/??/98 or 99 – Unknow,  Brasil)
- «No Creo» (??/??/1998 – Xuxa, Brasil)
- «No Creo» (??/??/1998 - Music Video)

## Posicionamiento en las listas
| Argentina            | Argentina Top 100         | 2                                                                                                   |
| Brasil               | Billboard Brasil          | 2                                                                                                   |
| Bolivia              | Charts Bolivia            | 4                                                                                                   |
| Chile                | Chile Singles Charts      | 1                                                                                                   |
| Colombia             | Colombia Singles Charts   | 1                                                                                                   |
| Costa Rica           | Top 15                    | 5                                                                                                   |
| Ecuador              | Ecuador Top 50            | 6                                                                                                   |
| España               | Airplay España            | 1                                                                                                   |
| España               | Los 40 Principales        | 3                                                                                                   |
| Estados Unidos       | Billboard Latin Songs     | 9 (enlace roto disponible en Internet Archive; véase el historial, la primera versión y la última). |
| Estados Unidos       | Billboard Latin Pop Songs | 2 (enlace roto disponible en Internet Archive; véase el historial, la primera versión y la última). |
| Guatemala            | Las Veinte Latinas        | 3                                                                                                   |
| Honduras             | Centro Singles            | 5                                                                                                   |
| México               | Monitor Latino            | 1                                                                                                   |
| Nicaragua            | Top Ten Latino            | 2                                                                                                   |
| Paraguay             | Paraguay Singles Charts   | 1                                                                                                   |
| Perú                 | Perú Top Singles          | 4                                                                                                   |
| Panamá               | Panamá Top 50             | 3                                                                                                   |
| Puerto Rico          | Top Latin                 | 2                                                                                                   |
| República Dominicana | Caribe Charts             | 1                                                                                                   |
| Uruguay              | Uruguay Singles Charts    | 1                                                                                                   |
| Venezuela            | Venezuela Top 100         | 4                                                                                                   |

## Versiones
- Álbum Versión (3:53)
- MTV Unplugged Version (4:08)
- Remix (Pablo Flores Radio Edit) (4:44)